# Laguna de los Patos
La laguna de los Patos (en portugués: Lagoa dos Patos) es una laguna costera del sur de Brasil, la mayor del país, y de Sudamérica. Está situada en el estado de Río Grande del Sur. Con una superficie de 10 144 km², un largo de 265 km (en dirección SO-NE) y un ancho máximo de 60 km, corre paralelamente al océano Atlántico, del que está separada por un banco de arena de aproximadamente 8 kilómetros de ancho. La laguna pertenece, desde el punto de vista de la administración hidrográfica, a la región hidrográfica del Atlántico Sur.

## Historia
El nombre estaría relacionado con las tribus de indígenas que habitaban la región de Río Grande del Sur, conocidas como «patos». Otra versión sostiene que el origen del nombre de esta laguna habría ocurrido en 1554, cuando algunas embarcaciones españolas viajaban para el Río de la Plata y, en medio de un temporal, buscaron protección en las cercanías de Río Grande. Allí, se les escaparon hacia esa laguna algunos patos que traían a bordo, que se reproducirían asombrosamente, incluso acurrucándose en la superficie de las aguas de la laguna, dándole así el nombre a ese cuerpo de agua, un hecho que no encuentra corroboración en los registros históricos.

### Primeros mapas de la laguna
En 1548, consta en el mapa de Mercator una boca sin nombre que parece ser la mención más antigua documentada y actualmente accesible de la laguna de los Patos. Sin embargo, la falta de indicaciones no permite conclusiones definitivas. Los primeros bocetos de la laguna (que entonces se consideraba el propio «Río Grande») ya se mostraban en mapas holandeses décadas antes de la colonización portuguesa en la región. Según lo que hoy se sabe, el primer cartógrafo de los Países Bajos en registrar el Río Grande fue Frederick de Wit, en su Atlas de 1670.
Ya el primer registro cartográfico realizado por un holandés para mostrar el supuesto río con una forma cercana a la que hoy se conoce de la laguna de los Patos fue el de Nicolaas Visscher, en 1698. Aunque no fue el primero en mencionar a los indios patos que habitaban en sus riberas y en buena parte del litoral de Rio Grande do Sul y de Santa Catarina, fue él quien asoció ese nombre con la laguna. Alrededor de 1720, los azorianos procedente de Laguna llegaron a la región de São José do Norte  para buscar ganado  cimarrón proveniente de las misiones jesuíticas, lo que permitió la fundación posterior del Fuerte Jesús, María, José y de Río Grande, en 1737.

## Geografía

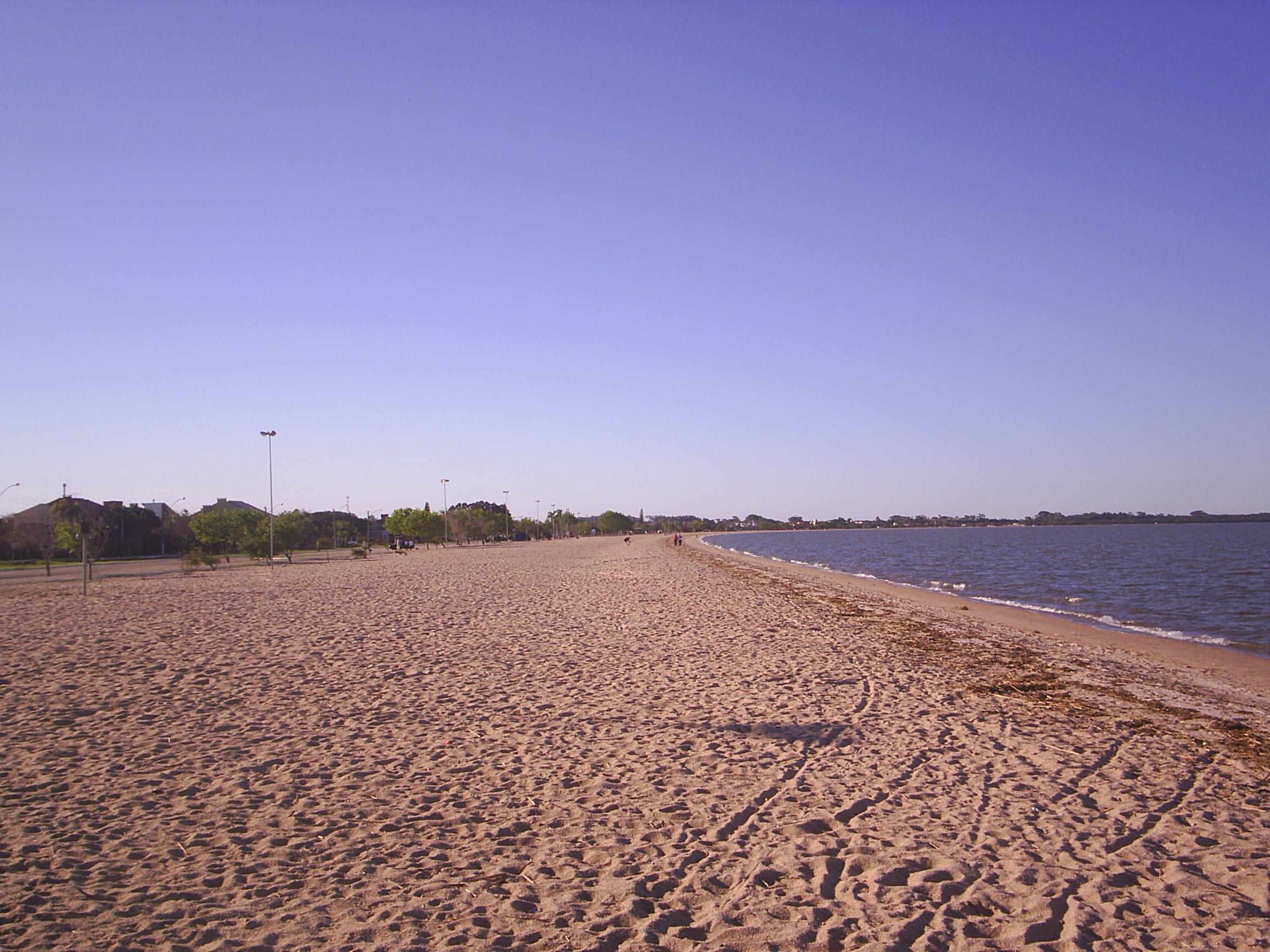
Playa del Laranjal, balneario de la ciudad de Pelotas

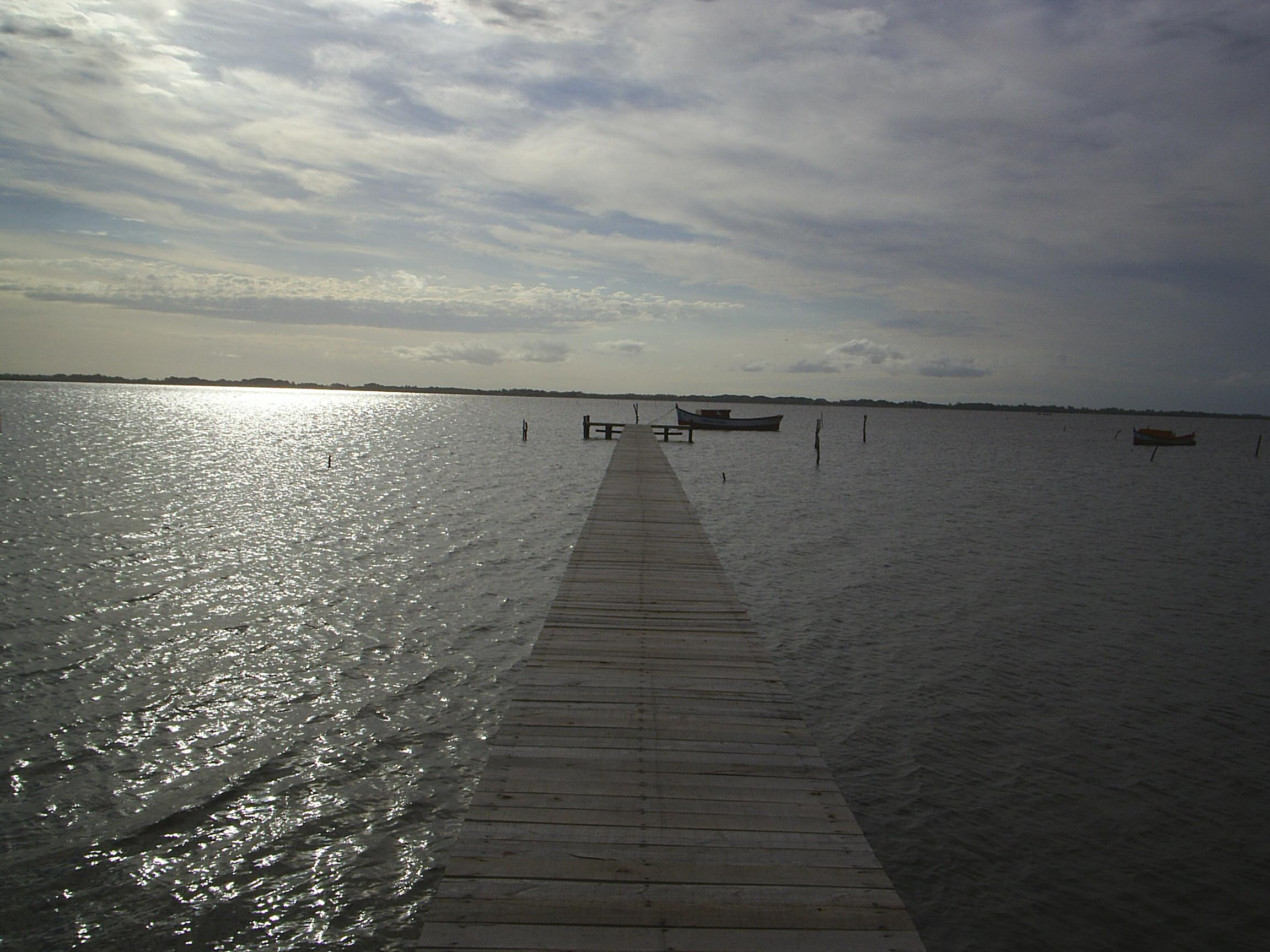
Muelle adentrándose en la laguna desde la isla dos Marinheiros, la mayor de esta laguna costera

Al nordeste se encuentra la laguna del Casamiento y al noroeste el lago Guaíba, un estuario, que hace de transición entre la laguna de los Patos y el delta del río Yacuy (o Jacuí, en portugués), formado por los ríos Jacuí-Guaíba (con afluentes de importancia, como Caí, de 285 km, dos Sinos, de 190 km, y Gravataí, de 34 km) y Camaquã.
En cercanías de su estuario, al sur, se encuentran las ciudades de Río Grande y São José do Norte, que delimitan el canal del norte, donde la laguna desagua en el océano. Otras ciudades en sus riberas son Pelotas, São Lourenço do Sul y Tapes. En el extremo sur, la laguna de los Patos está conectada al mar por un canal estrecho, Río Grande, y su agua es salobre.
Se comunica con la laguna Merín, en el sur, por el canal navegable de San Gonzalo, que entra en la laguna de los Patos cerca de la ciudad de Pelotas. La laguna es navegable por embarcaciones de hasta 5,10 m de calado, desde la ciudad de Río Grande hasta la de Porto Alegre. Para garantizar el acceso de embarcaciones de mayor porte, la profundidad se mantiene a través del dragado sistemático y constante en algunos puntos. Las condiciones de navegación en la laguna de los Patos pueden volverse desfavorables en condiciones de vientos fuertes, especialmente para embarcaciones pequeñas y medianas. Con vientos fuertes, se forman generalmente en toda la laguna pequeñas olas y rizos.
Esta laguna es, evidentemente, lo que queda de una antigua depresión en el litoral encerrada por las playas de arena construidas por la acción combinada del viento y la corriente. La laguna, poco profunda, se encuentra a nivel del mar, pero sus aguas se ven afectadas por las mareas y son salobres solamente a una corta distancia de la salida del Río Grande.
La isla más grande y fértil de la laguna es la isla dos Marinheiros, que se encuentra cerca de la costa este. La isla es administrativamente parte del municipio de Río Grande.
La laguna alberga una rica biodiversidad, que incluye peces de agua dulce y salada, y aves acuáticas como el cisne de cuello negro, el cisne coscoroba y el flamenco chileno. Algunas veces se pueden ver los principales depredadores del ecosistema oceánico, especialmente los delfines mulares, y excepcionalmente ballenas francas australes se encuentran en la salida de Río Grande.
La laguna es una fuente de agua casi inagotable para el riego agrícola, siendo importante para el sustento y el desarrollo socioeconómico del lugar. Sin embargo, en la mitad sur, en épocas de sequía, el agua puede sufrir salinización, lo que dificulta su uso para la agricultura.

## Municipios ribereños
- Barra do Ribeiro
- Tapes
- Arambaré
- Camaquã
- São Lourenço do Sul
- Turuçu
- Pelotas
- Río Grande
- São José do Norte
- Tavares
- Mostardas
- Palmares do Sul
- Capivari do Sul
- Viamão